# Шеперд, Сибилл
Си́билл Линн Ше́перд (англ. Cybill Lynne Shepherd; род. 18 февраля 1950[…], Мемфис, Теннесси) — американская актриса, певица и бывшая модель. Обладательница трёх премий «Золотой глобус», а также четырёхкратная номинантка на премию «Эмми».
Наибольшую известность ей принесли роли в фильмах «Последний киносеанс» (1971), «Разбивающий сердца» (1972) и «Таксист» (1976), а также сериалах «Детективное агентство „Лунный свет“» (1985—1989), «Сибилл» (1995—1998), «Секс в другом городе» (2007—2009) и «Ясновидец» (2008—2013).

## Ранние годы
Шеперд родилась в Мемфисе, штат Теннесси, в семье домохозяйки Пэтти Шоб и предпринимателя Уильяма Дженнингса Шеперда. Её имя является сочетанием имён её деда Сая (англ. Cy) и отца Билла (англ. Bill). Шеперд училась в Восточной старшей школе в Мемфисе, где победила в конкурсе «Miss Teenage Memphis», после чего, в возрасте 16 лет, представляла Мемфис на конкурсе «Miss Teenage America», который также выиграла. В 1968 году она победила в конкурсе «Модель года».
В 1969 году окончила нью-йоркский Хантер колледж (англ. Hunter College), в 1970 году — колледж Нью Рошель в Нью-Йорке. С 1971 по 1973 год училась в Университете Нью-Йорка, позже окончила также Калифорнийский университет в Лос-Анджелесе. Работать моделью продолжала также и во время своей учёбы в высшей школе: живя в Нью-Йорке, много снималась для рекламных телеклипов и журнальной рекламы.

## Карьера

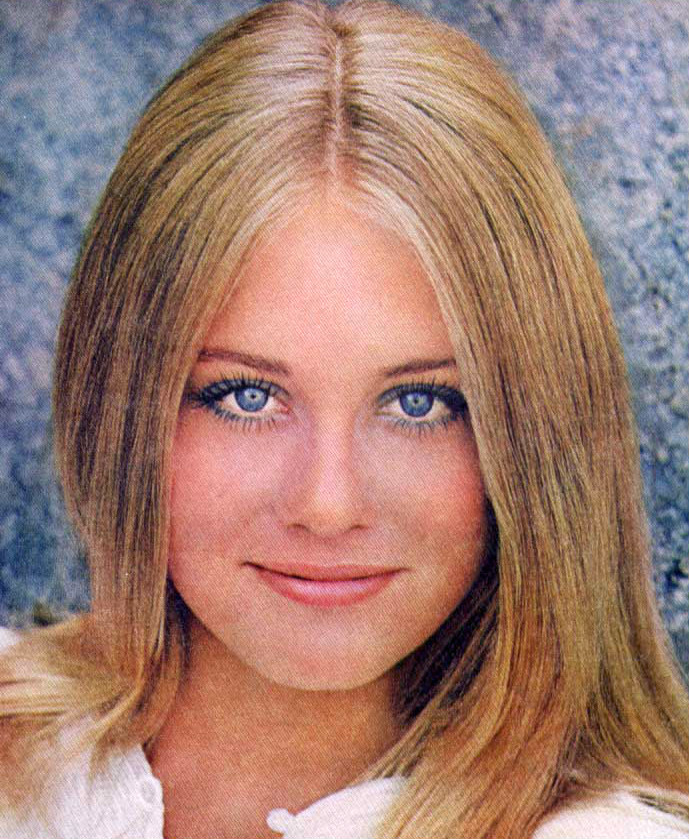
Сибил Шеперд в 1970 году

Актрисой Шеперд стала по случайности. В 1970 году Питер Богданович, молодой ещё тогда режиссёр, набирал актёров для своего будущего фильма «Последний киносеанс». Проходя однажды мимо киоска с прессой, он обратил внимание на привлекательное девичье лицо на обложке гламурного журнала — и тут же решил, что эта девушка идеально ему подходит. «Последний киносеанс» оказался большой удачей режиссёра, имел успех и в прокате, и у критиков, завоевал множество престижных премий. За роль Джейси Фэрроу, популярной школьной красотки, разбивающей сердца, Сибилл Шеперд была номинирована на «Золотой глобус», в категории «Самый многообещающий дебютант». Довольно успешным было и следующее выступление молодой актрисы — в фильме режиссёра Элейн Мэй «Разбивающий сердца» (1972), где она появилась рядом с известным актёром Чарльзом Гродином.
Во время съемок «Последнего киносеанса» у Сибилл Шеперд завязался роман с Питером Богдановичем, который длился затем, то прерываясь, то возобновляясь, восемь лет. Актриса снималась у Богдановича и позже, однако в дальнейшем их пути разошлись, не в последнюю очередь из-за коммерческого провала его лент «Дейзи Миллер» (англ. Daisy Miller, 1974) и «Наконец-то любовь» (англ. At Long Last Love, 1975), в которых Шеперд была занята в главных ролях. Небольшая, но запоминающаяся роль была у С. Шеперд в нашумевшей кинокартине «Таксист» (англ. Taxi Driver, 1976) режиссёра Мартина Скорсезе. После серии менее удачных работ в нескольких фильмах (в том числе в «Леди исчезает», ремейке хичкоковской картины 1938 года) в порыве разочарования актриса покидает шоу-бизнес и возвращается в Мемфис, в родительский дом, где и остается с 1978 по 1982 год.
Участие Сибилл Шеперд в популярном телесериале «Детективное агентство «Лунный свет»» (англ. «Moonlighting», 1984—1989) ознаменовало её возврат к профессии, более того — стало для неё настоящим триумфом. У актрисы обнаружился незаурядный комедийный дар. За роль Мэдди Хейз, директора детективного агентства и по совместительству сыщика-любительницы, Сибилл Шеперд была награждена двумя «Золотыми глобусами».
После завершения сериала С. Шеперд опять снимается у Богдановича — в фильме «Техасвилль» (англ. Texasville, 1990), где речь идёт всё о тех же героях «Последнего киносеанса», но уже 20 лет спустя. Позже она занята в главных ролях в лентах «Элис», «Брачные узы», в телефильме «Мемфис» (англ. Memphis, 1992), (в последнем она выступила также и как исполнительный продюсер и соавтор сценария, совместно с Л. Макмертри, автором романа и сценария «Последний киносеанс»). С 1995 года С. Шеперд ведёт автопародийное телешоу «Сибилл».
Сибилл Шеперд снялась примерно в тридцати полнометражных художественных фильмах, а также в неменьшем числе телевизионных фильмов и сериалов. Ей удавались характеры обыкновенных молодых американок, не выходящих за рамки своего жизненного уклада и социального круга, воплощающих как замечательные, так и не очень, черты женской половины Америки. Её героини, как правило, обаятельны, разумны и практичны, но вместе с тем независимы и сильны характером.

## Личная жизнь
В 1970-х годах Шеперд имела отношения с певцом Элвисом Пресли и режиссёром Питером Богдановичем. Расстроенная тем, как складываются её жизнь и карьера, в 1978 году Шеперд вернулась домой в Мемфис, где встретила автодилера и шоумена Дэвида Форда. Они поженились в том же году. Их дочь, Клементин Шеперд Форд, родилась в 1979 году. Шеперд и Форд развелись в 1982 году.
В 1985 году Шеперд встретила хиропрактика Брюса Оппенхайма. Они поженились в 1987 году, и в том же году у них родились близнецы, Сайрус Захария Шеперд-Оппенхайм и Молли Ариэль Шеперд-Оппенхайм. Пара развелась в 1990 году.

## Гражданская позиция
На протяжении своей карьеры Шеперд активно высказывалась в поддержку ЛГБТ-сообщества и однополых браков, а также движения прочойс.

## Избранная фильмография
| Год         |    | Русское название                     | Оригинальное название                     | Роль                   |
| ----------- | -- | ------------------------------------ | ----------------------------------------- | ---------------------- |
| 1971        | ф  | Последний киносеанс                  | The Last Picture Show                     | Джейси Фэрроу          |
| 1972        | ф  | Разбивающий сердца                   | The Heartbreak Kid                        | Келли Коркоран         |
| 1974        | ф  | Дейзи Миллер                         | Daisy Miller                              | Энни П. «Дейзи» Миллер |
| 1975        | ф  | Наконец-то любовь                    | At Long Last Love                         | Брук Картер            |
| 1976        | ф  | Таксист                              | Taxi Driver                               | Бетси                  |
| 1976        | ф  | Специальная доставка                 | Special Delivery (1976) / Dangerous Break | Мэри Джейн             |
| 1978        | ф  | Серебряные медведи                   | Silver Bears / Fool's Gold                | Дебби Лакман           |
| 1978        | ф  | Руководство для замужней женщины     | A Guide for the Married Woman             | Джулия Уолкер          |
| 1979        | ф  | Леди исчезает                        | The Lady Vanishes (1979)                  | Аманда Келли           |
| 1980        | ф  | Возвращение (1980)                   | The Return (1980)                         | Дженнифер              |
| 1983—1984   | с  | Желтая роза                          | The Yellow Rose                           | Колин Чэмпиен          |
| 1984        | ф  | Секреты женатого мужчины             | Secrets of a Married Man                  | Элен                   |
| 1985        | ф  | Долгое жаркое лето                   | The Long Hot Summer                       | Эула Варнер            |
| 1985—1989   | с  | Детективное агентство «Лунный свет»  | Moonlighting                              | Мэдди Хэйз             |
| 1989        | ф  | Шансы есть                           | Chances Are                               | Корин Джеффрис         |
| 1990        | ф  | Техасвилль                           | Texasville                                | Джейси Фарроу          |
| 1991        | ф  | Мемфис                               | Memphis                                   | Рини Пердью            |
| 1991        | ф  | И в горе, и в радости                | Married to It                             | Клэр Лорен             |
| 1992        | ф  | Однажды преступив закон              | Once Upon A Crime…                        | Мерилин Швери          |
| 1993        | ф  | Контракт на убийство                 | Telling Secrets                           | Фэйт Келси             |
| 1993        | ф  | Жажда успеха                         | Martha, Inc.: The Story of Martha Stewart | Марта Стюарт           |
| 1994        | ф  | Это был мальчик                      | There Was a Little Boy                    | Джули                  |
| 1995—1998   | с  | Сибилл                               | Cybil                                     | Сибил Шеридан          |
| 2002        | ф  | Дью-Ист                              | Due East                                  | Нелл Дуган             |
| 2005        | ф  | Детектив                             | Detective                                 | Карен Эйнели           |
| 2005        | тф | Марта за решёткой                    | Martha Behind Bars                        | Марта Стюарт           |
| 2006        | ф  | Тяжёлый случай                       | Hard Luck                                 | Кэсс                   |
| 2006        | ф  | Открытое окно                        | Open Window                               | Арлена                 |
| 2007        | с  | Секс в другом городе                 | The L Word                                | Филлис Кролл           |
| 2008 — 2013 | с  | Ясновидец                            | Psych                                     | Мэделин Спенсер        |
| 2009        | ф  | Миссис Вашингтон едет в колледж Смит | Mrs. Washington Goes to Smith             | Элис Вашингтон         |
| 2010—2012   | с  | Список клиентов                      | The Client List                           | Линетт Монтгомери      |
| 2010        | ф  | Всё к лучшему                        | Barry Munday                              | миссис Фарли           |
| 2012        | с  | Красотки в Кливленде                 | Hot In Cleveland                          | Эйприл                 |
| 2015        | ф  | Мисс Переполох                       | She's Funny That Way                      | Нетти Паттерсон        |

## Награды и номинации
| Ассоциация                             | Год  | Категория                                                        | Работа                              | Результат |
| -------------------------------------- | ---- | ---------------------------------------------------------------- | ----------------------------------- | --------- |
| «Золотой глобус»                       | 1972 | Лучший дебют актрисы                                             | Последний киносеанс                 | Номинация |
| «Золотой глобус»                       | 1986 | Лучшая женская роль в телевизионном сериале — комедия или мюзикл | Детективное агентство «Лунный свет» | Победа    |
| «Золотой глобус»                       | 1987 | Лучшая женская роль в телевизионном сериале — комедия или мюзикл | Детективное агентство «Лунный свет» | Победа    |
| «Золотой глобус»                       | 1988 | Лучшая женская роль в телевизионном сериале — комедия или мюзикл | Детективное агентство «Лунный свет» | Номинация |
| «Золотой глобус»                       | 1996 | Лучшая женская роль в телевизионном сериале — комедия или мюзикл | Сибилл                              | Победа    |
| «Золотой глобус»                       | 1997 | Лучшая женская роль в телевизионном сериале — комедия или мюзикл | Сибилл                              | Номинация |
| Прайм-тайм премия «Эмми»               | 1986 | Лучшая женская роль в драматическом телесериале                  | Детективное агентство «Лунный свет» | Номинация |
| Прайм-тайм премия «Эмми»               | 1995 | Лучшая женская роль в комедийном телесериале                     | Сибилл                              | Номинация |
| Прайм-тайм премия «Эмми»               | 1996 | Лучшая женская роль в комедийном телесериале                     | Сибилл                              | Номинация |
| Прайм-тайм премия «Эмми»               | 1997 | Лучшая женская роль в комедийном телесериале                     | Сибилл                              | Номинация |
| Национальное общество кинокритиков США | 1972 | Лучшая женская роль второго плана                                | Последний киносеанс                 | Номинация |
| «Спутник»                              | 1997 | Лучшая женская роль в телевизионном сериале — комедия или мюзикл | Сибилл                              | Номинация |
| Премия Гильдии киноактёров США         | 1996 | Лучший актёрский состав в комедийном сериале                     | Сибилл                              | Номинация |